# Laurent Masson
Pour les articles homonymes, voir Masson.
Laurent Masson, né le 2 mars 1964 à Courbevoie,, est un coureur cycliste français.

## Biographie
Chez les juniors, Laurent Masson remporte le Tour de l'Abitibi en 1982. Il évolue ensuite à l'US Créteil, avant de rejoindre l'AC Boulogne-Billancourt. En 1986, il s'impose sur Paris-Chauny et termine troisième du Wolber d'or. Il est également sélectionné en équipe de France amateurs. 
En 1987, il court au sein du CSM Puteaux. Il remporte la Flèche d'or européenne, un contre-la-montre en duo réputé, avec son coéquipier José Marques. Il passe finalement professionnel en 1988 au sein de l'équipe Système U, où il se devient équipier de Laurent Fignon.

## Palmarès
- 1982
  - Tour de l'Abitibi
- 1986
  - Paris-Chauny
  - 2e de Paris-Vailly
  - 3e du Wolber d'or
- 1987
  - Flèche d'or européenne (avec José Marques)